# Rhagadiolus
 Rhagadiolus  Antoine Laurent de Jussieu, 1789 è un genere di piante angiosperme dicotiledoni della famiglia delle Asteraceae.

## Etimologia
Il nome del genere (Rhagadiolus) deriva dal diminutivo della parola "ragaj" e fa riferimento ai frutti acheni dimorfi (gli acheni interni sono caduchi mentre quei esterni sono allungati e persistenti).
Il nome scientifico del genere è stato definito per la prima volta dal botanico Antoine Laurent de Jussieu (1748-1836) nella pubblicazione " Genera Plantarum (Jussieu)" ( Gen. Pl. [Jussieu] 168) del 1789.

## Descrizione

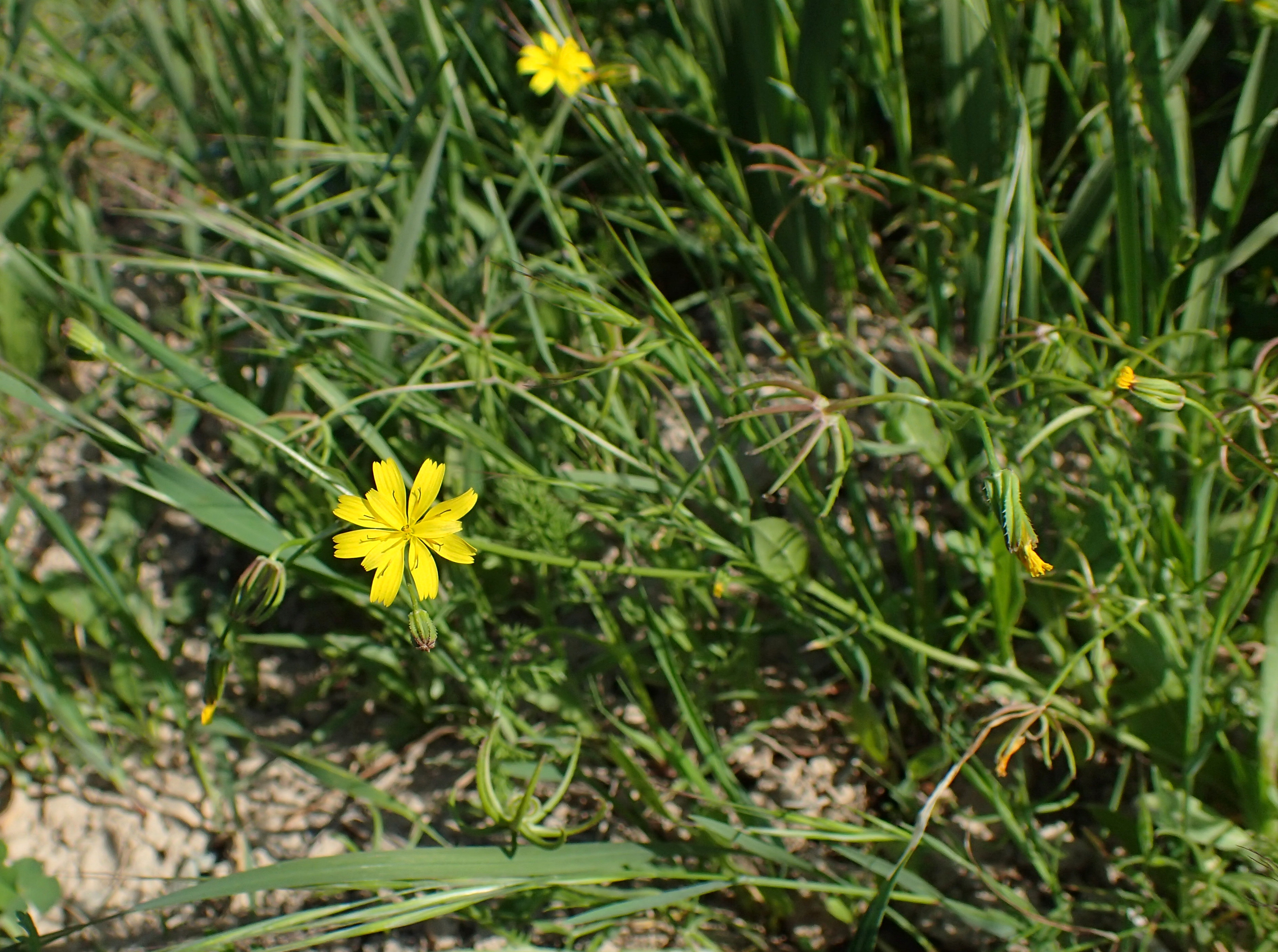
Il portamento
Rhagadiolus stellatus

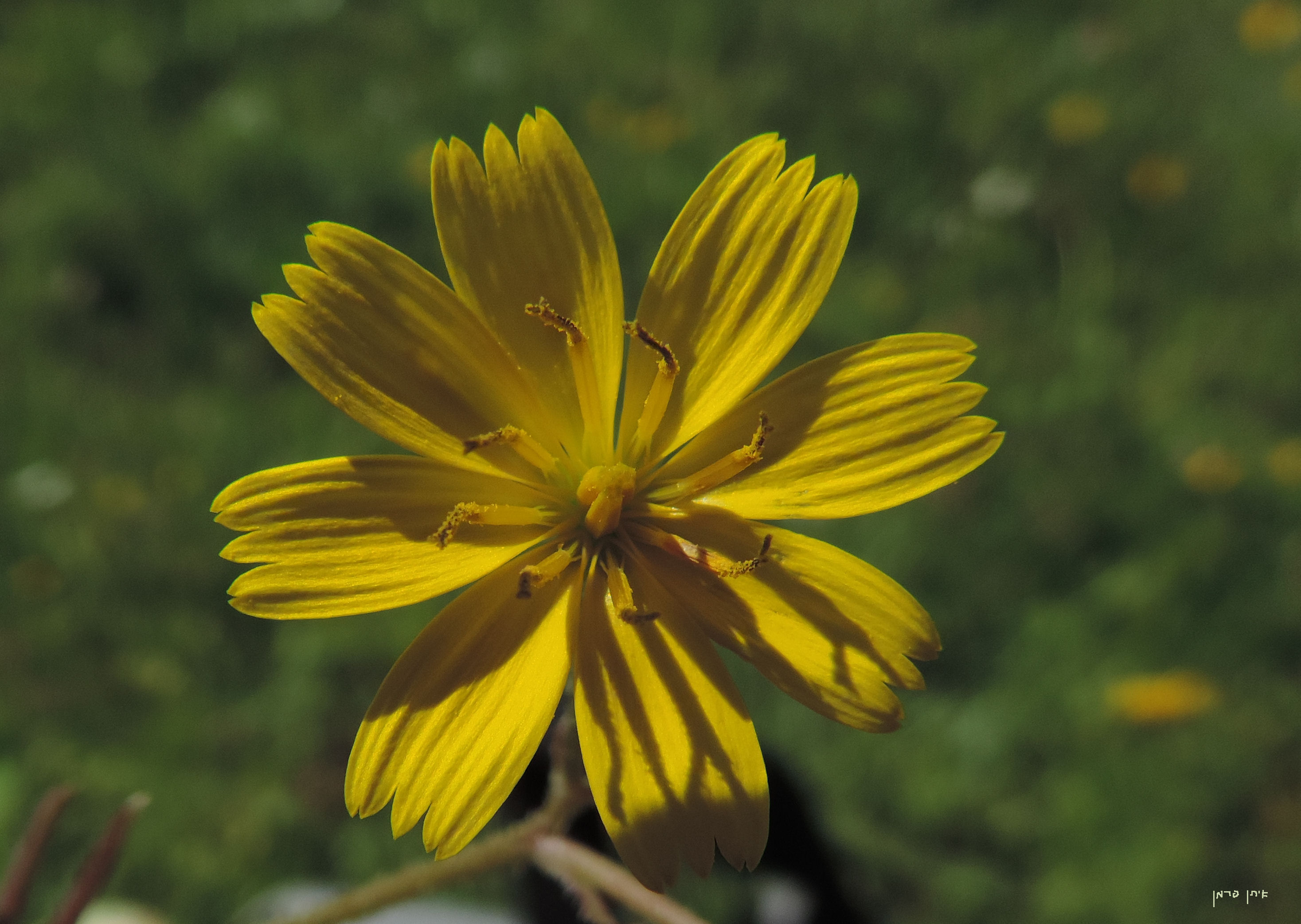
Infiorescenza
Rhagadiolus stellatus

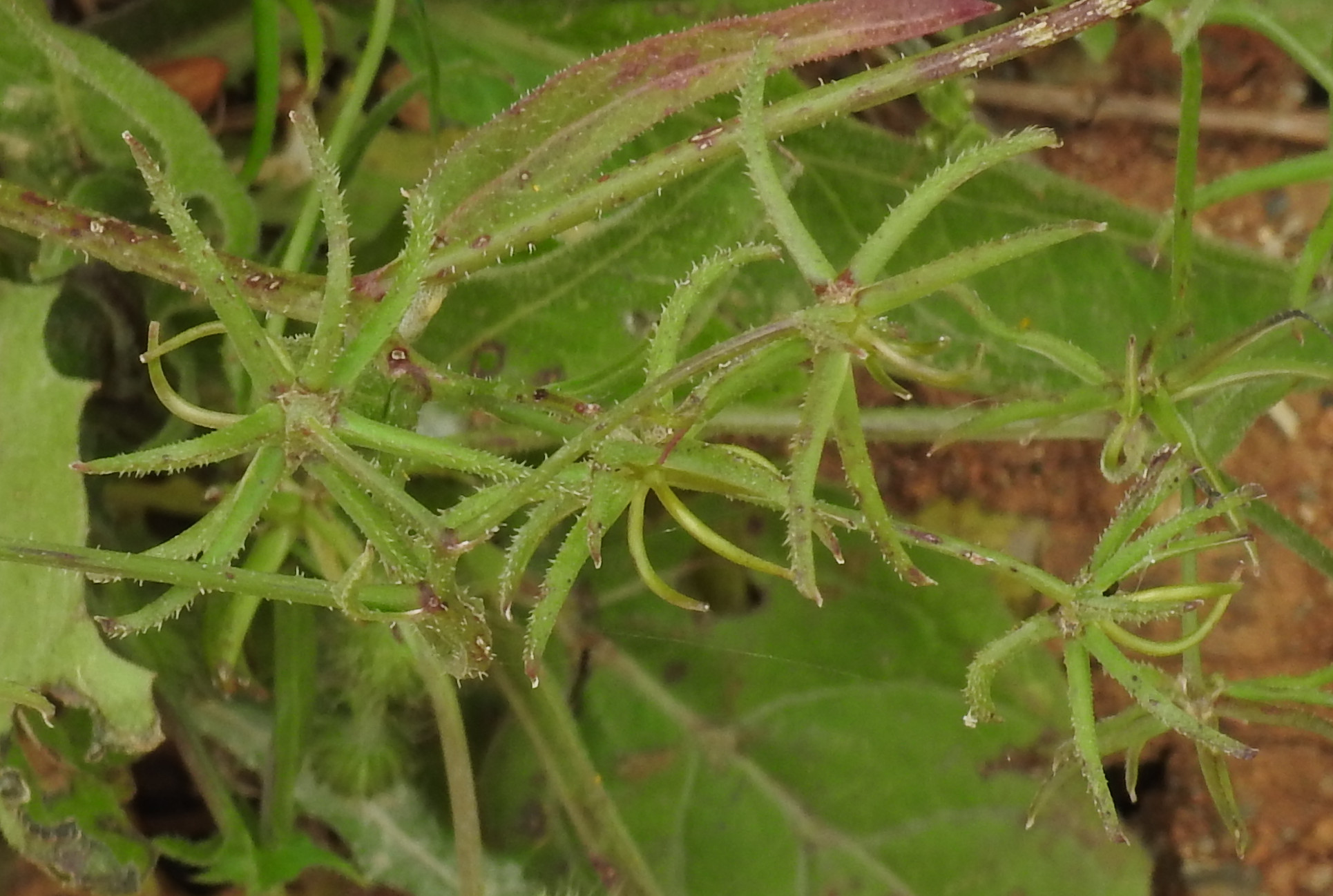
I frutti
Rhagadiolus stellatus

Habitus. Le specie di questo gruppo sono piante annuali non molto alte con abbondante latice amaro. Occasionalmente possono avere un habitus di tipo arbustivo.
Fusto. Gli scapi fiorali sono cavi e afilli; possono originare direttamente dal rizoma. I fusti sono ramificati. Le radici in genere sono di tipo fittonante.
Foglie. Le foglie formano delle rosette radicali con lamine dentate o pennate (raramente sono subintere). Le foglie lungo il caule sono disposte in modo alterno e spesso sono abbraccianti il caule stesso.
Infiorescenza. L'infiorescenza è composta da un (di solito) capolino omogamo e terminale. I capolini, solamente di tipo ligulifloro, sono formati da un involucro composto da diverse brattee (o squame) all'interno delle quali un ricettacolo fa da base ai fiori ligulati. L'involucro ha una forma da campanulata a oblunga ed è formato da due serie di brattee; in alcuni casi alla base è legnoso. Solitamente le due serie di brattee non sono uguali: la serie interna è incurvata all'apice, accrescente e patente all'antesi (avvolgente gli acheni esterni); mentre quella esterna è patente e generalmente più breve; raramente le brattee sono connate alla base. Il ricettacolo è piano e nudo (senza pagliette a protezione della base dei fiori).
Fiori. I fiori, tutti ligulati, sono tetra-ciclici (ossia sono presenti 4 verticilli: calice – corolla – androceo – gineceo) e pentameri (ogni verticillo ha in genere 5 elementi). I fiori sono ermafroditi, fertili e zigomorfi.
- Formula fiorale:

*/x K {\displaystyle \infty }, [C (5), A (5)], G 2 (infero), achenio
- Calice: i sepali del calice sono ridotti ad una coroncina di squame.
- Corolla: le corolle sono formate da una ligula terminante con 5 denti; il colore in genere è giallo; la superficie può essere sia pubescente che glabra.
- Androceo: gli stami sono 5 con filamenti liberi e distinti, mentre le antere sono saldate in un manicotto (o tubo) circondante lo stilo.[12] Le antere alla base sono prive di codette. Il polline è tricolporato.[13]
- Gineceo: lo stilo è filiforme. Gli stigmi dello stilo sono due divergenti e ricurvi con la superficie stigmatica posizionata internamente (vicino alla base).[14] L'ovario è infero uniloculare formato da 2 carpelli.

Frutti. I frutti sono degli acheni con pappo. Gli acheni, con delle forme subulate o strettamente fusiformi, sono diritti o incurvati; quegli esterni sono persistenti, a disposizione stellata in modo patente, con superficie liscia, chiusi completamente nell'involucro persistente di brattee; quegli interni sono fortemente incurvati, caduchi e spesso ispidi. Il pappo è assente.

## Biologia
- Impollinazione: l'impollinazione avviene tramite insetti (impollinazione entomogama tramite farfalle diurne e notturne).
- Riproduzione: la fecondazione avviene fondamentalmente tramite l'impollinazione dei fiori (vedi sopra).
- Dispersione: i semi (gli acheni) cadendo a terra sono successivamente dispersi soprattutto da insetti tipo formiche (disseminazione mirmecoria). In questo tipo di piante avviene anche un altro tipo di dispersione: zoocoria. Infatti gli uncini delle brattee dell'involucro si agganciano ai peli degli animali di passaggio disperdendo così anche su lunghe distanze i semi della pianta.

## Distribuzione e habitat
La distribuzione delle specie di questo genere è relativa all'area Mediterranea (Macaronesia, Africa settentrionale ed Europa mediterranea) e dell'Asia occidentale fino all'Iran.

## Tassonomia
La famiglia di appartenenza di questa voce (Asteraceae o Compositae, nomen conservandum) probabilmente originaria del Sud America, è la più numerosa del mondo vegetale, comprende oltre 23.000 specie distribuite su 1.535 generi, oppure 22.750 specie e 1.530 generi secondo altre fonti (una delle checklist più aggiornata elenca fino a 1.679 generi). La famiglia attualmente (2021) è divisa in 16 sottofamiglie.

### Filogenesi
Il genere di questa voce appartiene alla sottotribù Crepidinae della tribù Cichorieae (unica tribù della sottofamiglia Cichorioideae). In base ai dati filogenetici la sottofamiglia Cichorioideae è il terz'ultimo gruppo che si è separato dal nucleo delle Asteraceae (gli ultimi due sono Corymbioideae e Asteroideae). La sottotribù Crepidinae fa parte del "quarto" clade della tribù; in questo clade è in posizione "centrale" vicina alle sottotribù Chondrillinae e Hypochaeridinae.
I caratteri più distintivi per questa sottotribù (e quindi per i suoi generi) sono:
- in queste piante non sono presenti i peli piccoli, morbidi e ramificati;
- le brattee involucrali sono disposte in due serie ineguali;
- i capolini contengono molti fiori;
- le setole del pappo non sono fragili;
- gli acheni alla base sono poco compressi.

La sottotribù è divisa in due gruppi principali uno a predominanza asiatica e l'altro di origine mediterranea/euroasiatica. Da un punto di vista filogenetico, all'interno della sottotribù, sono stati individuati 5 subcladi. Il genere di questa voce appartiene al subclade denominato "Crepis-Lapsana-Rhagadiolus clade", composto dai generi Crepis L., 1753, Lapsana L., 1753 e Rhagadiolus Juss., 1789. Questo subclade, nell'ambito della sottotribù, occupa una posizione più o meno "basale" con i gruppi "Crepidiastrum-Lapsanastrum-Youngia clade" (ancora più "basale") e "Ixeris-Ixeridium-Taraxacum clade" (più interno). Il gruppo "Crepis-Lapsana-Rhagadiolus clade" è diviso in due subcladi: uno formato dal genere Crepis e l'altro, in disposizione politomica, dai generi Lapsana, Rhagadiolus e alcune specie di Crepis. In questo gruppo quindi Lapsana e Rhagadiolus sono morfologicamente ben delimitati, mentre Crepis risulta parafiletico (per cui la sua circoscrizione è provvisoria). [La precedente configurazione filogenetica è basata sull'analisi di alcune particolari regioni (nrITS) del DNA; analisi su altre regioni (DNA del plastidio) possono dare dei risultati lievemente diversi.]
Rhagadiolus è uno dei pochi generi della tribù Cichorieae i cui acheni sono privi di pappo; mancando quindi una delle caratteristiche diagnostiche più importanti per questo gruppo. Il suo inserimento nella sottotribù Crepidinae è tuttavia giustificato dalle ultime analisi filogenetiche molecolari. In realtà questi studi mostrano chiaramente che sia Rhagadiolus che Lapsana sono addirittura nidificati all'interno di Crepis.
I caratteri distintivi per le specie di questo genere sono:
- il ciclo biologico è annuo;
- il numero e l'habitus (o "indumentum") delle brattee interne dell'involucro;
- i fiori per capolino sono 8 - 12 ;
- gli acheni sono privi di pappo;
- gli acheni esterni all'antesi si presentano con una struttura stellata in modo patente, quegli interni sono diritti.

Rhagadiolus è simili al genere Cichorium, ma si distingue per il ciclo biologico annuo, i capolini con 8 - 12 fiori, le brattee con 1 - 2 serie, la corolla gialla, gli acheni cilindrici e alla fine patenti a stella e il pappo nullo.
Il numero cromosomico della specie è: 2n = 10 (le specie sono diploidi).
In precedenti trattamenti il genere Rhagadiolus era descritto all'interno della sottotribù Hypochaeridinae tra i generi Hypochaeris, Picris e Leontodon.

### Elenco delle specie
Questo genere ha 2 specie:
- Rhagadiolus edulis Gaertn.
- Rhagadiolus stellatus (L.) Gaertn.

### Specie della flora italiana
Nella flora spontanea italiana sono presenti 2 specie del genere di questa voce.
- Rhagadiolus stellatus (L.) Gaertn. - Radicchio stellato: le foglie hanno delle forme da obovate a oblanceolate; gli acheni centrali sono lisci e glabri; l'altezza della pianta varia da 2 a 4 dm; il ciclo biologico è annuo mentre la forma biologica è terofota scaposa (T scap); il tipo corologico è Euri-Mediterraneo; si trova con discontinuità in tutto il territorio dal piano fino 1.000 m s.l.m. nelle zone incolte, nei campi a riposo e nei pascoli aridi.
- Rhagadiolus edulis Gaertn. - Radicchio lirato: le foglie inferiori hanno delle forme lirate; gli acheni centrali sono rugosi e setolosi; l'altezza della pianta varia da 1 a 4 dm; il ciclo biologico è annuo mentre la forma biologica è terofota scaposa (T scap); il tipo corologico è Euri-Mediterraneo; si trova soprattutto al Sud e al Centro dal piano fino 1.000 m s.l.m. nei campi a riposo e nelle vigne.

#### Specie italiane alpine
Delle due specie spontanee della flora spontanea italiana, solamente una vive sull'arco alpino. La tabella seguente mette in evidenza alcuni dati relativi all'habitat, al substrato e alla distribuzione di questa specie alpina.
| Specie | Comunità vegetali | Piani vegetazionali | Substrato | pH     | Livello trofico | H2O   | Ambiente | Zona alpina |
| --- | ----------------- | ------------------- | --------- | ------ | --------------- | ----- | -------- | ----------- |
| Rhagadiolus stellatus | 2                 | collinare           | Ca - Si   | neutro | medio           | arido | B1 B2    | VR          |
| Legenda e note alla tabella. Substrato: con “Ca/Si” si intendono rocce di carattere intermedio (calcari silicei e simili). Zona alpina: vengono prese in considerazione solo le zone alpine del territorio italiano (sono indicate le sigle delle province). Comunità vegetali: 2 = comunità terofitiche pioniere nitrofile. Ambienti: B1 = campi, colture e incolti; B2 = ambienti ruderali, scarpate. |                   |                     |           |        |                 |       |          |             |